# Kuniharu Nakamoto
Kuniharu Nakamoto (japonsko 中本 邦治), japonski nogometaš, * 29. oktober 1959.
Za japonsko reprezentanco je odigral 5 uradnih tekem.